# Inārs Kivlenieks
Inārs Kivlenieks (né le 4 juillet 1986 à Riga) est un lugeur Letton en activité.

## Carrière
Il débute en Coupe du monde lors de la saison 2005-2006 en concourant dans le double avec Lauris Bērziņš. À partir de l'hiver 2007-2008, il se consacre uniquement à la spécialité du simple. Il obtient ses premiers podiums lors de la saison 2011-2012, le premier dans un relais à Winterberg et le deuxième en simple, une troisième place à Sigulda devant son public.
Il remporte notamment la médaille de bronze dans l'épreuve par équipes mixtes aux Championnats du monde de 2013, où il obtient en outre son meilleur résultat individuel en mondial avec une neuvième place.
Il a également participé à deux éditions des Jeux olympiques, à Vancouver en 2010 et à Sotchi 2014, se classant respectivement dix-huitième et seizième en simple.

## Palmarès

### Championnats du monde de luge
- Médaille d'argent par équipes en 2016.
- Médaille de bronze par équipes en 2013.

### Championnats d'Europe de luge
- Médaille de bronze par équipes en 2015, 2018 et 2019.

### Coupe du monde de luge
- Meilleur classement général en simple : 12e en 2017 et 2020.
- 1 podium individuel : 1 troisième place.
- 3 podium en relais.